# Olijfspecht
De olijfspecht (Dendropicos griseocephalus; synoniem: Afrikaanse grijskopspecht, Mesopicos griseocephalus) is een vogel uit de familie Spechten (Picidae).

## Kenmerken
Het dier is olijfgroen met een rode stuit en een grijze kop. Het mannetje heeft een rood kapje. Deze vogel wordt 18 tot 20 cm lang. Ze leven in paren.

## Verspreiding en leefgebied
Deze soort komt voor in zuidelijk en het zuidelijke deel van Centraal-Afrika en telt drie ondersoorten:
- D. g. ruwenzori: van Angola tot centraal Tanzania zuidelijk tot Zimbabwe en Namibië.
- D. g. kilimensis: noordelijk en oostelijk Tanzania.
- D. g. griseocephalus: van zuidelijk Mozambique tot Zuid-Afrika.